# Enzo Iacchetti
Enzo Iacchetti, all'anagrafe Vincenzo Iacchetti (Castelleone, 31 agosto 1952), è un comico, cabarettista, conduttore televisivo, cantante e attore italiano.
Dal 1994 conduce con Ezio Greggio il "telegiornale satirico" Striscia la notizia, di cui è uno dei volti storici.

## Biografia
Figlio di Antonio (1918-1975) e Maria (1926-2016) è cresciuto a Maccagno, si appassiona alla musica vedendo in televisione Adriano Celentano al Festival di Sanremo, al punto che il padre gli regala una chitarra usata e gli impartisce lezioni. Continua a studiare da autodidatta ispirandosi a Giorgio Gaber ed Enzo Jannacci, scoprendo di avere l'orecchio assoluto, e inizia a esibirsi al teatro dell'oratorio; entra in conflitto con il padre, ma ottemperando al suo volere continua anche gli studi in ragioneria. Militante comunista, nel giugno 1971 viene eletto consigliere comunale, e poi si diploma ragioniere col minimo dei voti; in seguito inizia a suonare nei night club. Per una grave malattia, il padre muore quando lui ha 21 anni. Per tre anni lavora  da frontaliere all'agenzia di viaggi Globus di Lugano, ma nel 1978 si licenzia e inizia a lavorare a Radio Tresa, una piccola radio libera di Lavena, occupandosi di tutta la programmazione: radiogiornale, intrattenimento per le casalinghe e per i bambini, contributi politici e assistenza per i pensionati. Ha inoltre lavorato come intrattenitore a battesimi e matrimoni e nelle pizzerie.
Dopo aver superato un provino, inizia la professione di attore comico alla fine del 1978 al Derby Club di Milano. Fino al 1985 frequenta il locale con assiduità, mettendo in scena spettacoli con Francesco Salvi, Giorgio Faletti, Walter Valdi, Giobbe Covatta, Malandrino e Veronica, I Gatti di Vicolo Miracoli. In televisione, fino ai primi anni novanta, lavora in numerosissime trasmissioni per Rai, Mediaset e Telemontecarlo: dal 1986 al 1989 Sportacus su Odeon TV, Fate il vostro gioco e Tiramisù su Rai 2, Banane su Telemontecarlo, nel 1993 Dido... menica su Italia 1 e nel 1994 Italia Forza su Telemontecarlo e Giro d'Italia su Italia 1 con Antonella Elia ed Amii Stewart.
Nel 1990 inizia la sua collaborazione con il Maurizio Costanzo Show dove presenta le sue poesie e canzoni "bonsai", che raccoglie in un album nel 1991. Nel 1995 diventa testimonial dei grandi magazzini Standa, all'epoca di proprietà Fininvest.

### Conduttore di Striscia la notizia (1994 - oggi)
Nel 1994 avviene la svolta: ottiene la conduzione di Striscia la notizia insieme a Ezio Greggio. Contattato dalla produzione per puro errore al posto di Gianni Ciardo (in quanto molto simili nel viso), seppe subito legarsi a Greggio e a vedersi rinnovato il contratto per tutte le successive edizioni. Poiché aveva una tournée teatrale in giro per l'Italia nella primavera 1995, Ricci riuscì ad annullarne tutte le date tranne una, quella del 24 aprile 1995. Allora esclusivamente per quel giorno ad affiancare Lello Arena alla conduzione di Striscia fu suo fratello Mauro Iacchetti, più giovane di 11 anni.

### Altro
Nel 1996 interpreta la sit-com di Antonio Ricci Quei due sopra il varano con Lello Arena, e i film per la TV Come quando fuori piove per la regia di Bruno Gaburro e Da cosa nasce cosa per la regia di Andrea Manni. Nello stesso anno ha condotto su Rai 1 il programma comico Ruvido Show. In seguito ha condotto insieme a Lorella Cuccarini La stangata - Chi la fa l'aspetti nel 1995/1996. Sempre per la regia di Andrea Manni, produce e realizza il programma televisivo Titolo, di cui è protagonista assoluto.
Con Greggio è stato protagonista di Benedetti dal Signore, mini serie di otto puntate che nel 2004 ha vinto il Telegatto. Dal 2004 al 2007 è protagonista con Natalia Estrada della sit-com Il mammo. Dal 1998 al 2001 ha anche partecipato saltuariamente come ospite a Quelli che il calcio su Rai Due. Nell'autunno 2008 è protagonista della sitcom su Italia 1 Medici miei con Giobbe Covatta, mentre nel 2009 debutta come cantante con il disco Chiedo scusa al signor Gaber, disco di cover di canzoni di Giorgio Gaber ricantate con nuovi arrangiamenti, pubblicato il 16 ottobre. Dal 2 ottobre è in radio, come singolo radiofonico "Il Riccardo". Nel 2009 fa un breve doppiaggio in un episodio della quinta stagione della serie animata SpongeBob. Nel 2010 conduce su Canale 5 la seconda edizione di Velone, affiancato dal Gabibbo e Nina Seničar.
Il 19 marzo 2010 riceve il "Riccio d'Argento" della 24ª edizione di Fatti di Musica, la rassegna del Miglior Live d'Autore italiano diretta da Ruggero Pegna per lo spettacolo "Chiedo scusa al signor Gaber". A marzo 2011, è in coppia con Giobbe Covatta a teatro con “Niente progetti per il futuro", una commedia scritta e diretta da Francesco Ferdinando Brandi, con ben 87 repliche nei teatri di tutta Italia. A fine anno ha inoltre pubblicato il disco Acqua di Natale, i cui proventi verranno sfruttati per la realizzazione di una diga in Kenya. Il disco ha debuttato alla posizione numero 24. Nel luglio 2012 riceve il riconoscimento speciale Leggio d'oro "Alberto Sordi", nella stessa edizione gli viene conferito anche il Premio alla voce della solidarietà. Dallo stesso anno è direttore artistico del "Cabaret Amore Mio" di Grottammare.
Nel gennaio 2020 viene scelto per interpretare la canzone ufficiale dell'edizione n° 147 del Carnevale di Viareggio (in programma dal 1° al 25 febbraio), dal titolo La famiglia digitale. Il testo è scritto da Tiziano Jannacci, cugino di 2º grado di Enzo Jannacci, mentre la musica è di Sal Di Martino. Il brano è stato trasmesso in anteprima da Radio Bruno il 25 gennaio e pubblicato sul canale YouTube Carnevale di Viareggio OFFICIAL il 26 gennaio, mentre è in rotazione radiofonica dal 27 gennaio. Ha più volte tentato di partecipare in gara al Festival di Sanremo, senza tuttavia mai riuscirci finora e senza risparmiare qualche polemica con i direttori artistici e conduttori Gianni Morandi e Claudio Baglioni.

## Vita privata
Ha un figlio, Martino, nato nel 1986 dal matrimonio con Roberta. Dal 2002 al 2007 ha avuto una relazione con la showgirl Maddalena Corvaglia, in seguito è stato fidanzato con l'arredatrice Tania Peli, mentre dal 2016 al 2020 è stato legato alla "gieffina" Rosi Zamboni. È un tifoso dell'Inter. Ha vissuto molti anni a Maccagno e successivamente a Castronno, prima di trasferirsi a Milano negli anni ottanta.

## Filmografia

### Attore

#### Cinema
- Oro (Zoloto), regia di Fabio Bonzi (1992)
- Per non dimenticare, regia di Massimo Martelli (1993)
- Puzzle, regia di Mimmo De Lucia - cortometraggio (1997)
- Avere o leggere?, regia di Carlo Sarti - cortometraggio (1998)
- Svitati, regia di Ezio Greggio (1999)
- Tifosi, regia di Neri Parenti (1999)
- La grande prugna, regia di Claudio Malaponti (1999)
- Mari del sud, regia di Marcello Cesena (2001)
- Il segreto del successo, regia di Massimo Martelli (2003)
- In questo mondo di ladri, regia di Carlo Vanzina (2004)
- Torno a vivere da solo, regia di Jerry Calà (2008)
- L'ultimo crodino, regia di Umberto Spinazzola (2009)
- Mi rifaccio vivo, regia di Sergio Rubini (2013)
- Un fantastico via vai, regia di Leonardo Pieraccioni (2013)
- Nuovo ordine mondiale, regia di Fabio Ferrara e Marco Ferrara (2015)
- Amo la tempesta, regia di Maurizio Losi (2016)
- Trifole - le radici dimenticate, regia di Gabriele Fabbro (2024)

#### Televisione
- Proffimamente non stop, regia di Enzo Trapani – miniserie TV, 8 episodi (1987)
- Una lepre con la faccia di bambina, regia di Gianni Serra – miniserie TV (1989)
- Der lange Sommer, regia di Jochen Richter – film TV (1989)
- Banane – serie TV (1990)
- Don Tonino – serie TV, 2 episodi (1989-1990)
- Quei due sopra il varano – serie TV (1996-1997)
- Da cosa nasce cosa, regia di Andrea Manni – film TV (1998)
- Come quando fuori piove, regia di Bruno Gaburro – film TV (1998)
- Anni '60, regia di Carlo Vanzina – miniserie TV, 1 episodio (1999)
- Il mammo – serie TV (2004-2007)
- Benedetti dal Signore, regia di Francesco Massaro – miniserie TV, 8 episodi (2004)
- Quelli dell'intervallo – serie TV (2005)
- Marameo, regia di Rolando Colla – film TV (2008)
- Medici miei – serie TV (2008)
- Occhio a quei due, regia di Carmine Elia – film TV (2009)
- Innamorati di me, regia di Nicola Prosatore – film TV (2017)

## Doppiaggio
- Kak in Aida degli alberi
- Lord McIntosh in Ribelle - The Brave
- Spongebob da smemorato in SpongeBob, episodio 5x18 (1º doppiaggio)

## Teatro

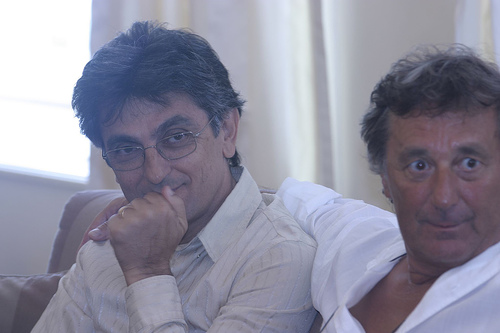
Enzo Iacchetti (a destra) con Vincenzo Salemme nel 2007

- Protagonista di due farse, prodotte dal Teatro dei Filodrammatici di Milano, di Dario Fo (1989-1990)
- Troppa salute di Enzo Iacchetti (1991)
- Don Chisciotte, la vera storia di Guerino e di suo cugino di Daniele Sala e Francesco Freyrie (1992-1993)
- Puccini music comic show, con Antonio Albanese (1993)
- Gulliver, monologo per voce e fiati, tratto da J. Swift (1994)
- Gli alberi nani, storia dei bonsai di Enzo Iacchetti e Il colore del miele di Enzo Iacchetti (1994)
- ...e fuori nevica di Vincenzo Salemme su un'idea di Enzo Iacchetti (1994-1995)
- Grande Iac di Enzo Iacchetti e Francesco Freyrie, regia di Daniele Sala (1998)
- Risate al 23º piano di Neil Simon (1999-2000)
- Titolo: canaret di Enzo Iacchetti (2000-2001)
- Provaci ancora, Sam di Woody Allen (2001-2002)
- Pierino e il lupo di S. Prokotiev (2002)
- Festival Teatro Canzone Giorgio Gaber, dal 19 al 25 luglio (2004)
- Solo con un cane (2005)
- Un virus nel sistema (2005)
- The Producer di Mel Brooks – musical (2005-2006)
- Niente progetti per il futuro di Francesco Brandi, Enzo Iacchetti e Giobbe Covatta, regia di Francesco Brandi (2009-2011)
- Il vizietto, con Marco Columbro (2012)
- Come Erika e Omar di Enzo Iacchetti – musical (2014)
- Matti da Slegare, regia di Gioele Dix, con Giobbe Covatta (2016-2017)
- Libera nos Domine (2018)
- Bloccati dalla neve di Peter Quilter, regia di Enrico Maria Lamanna (2022-2023)
- Tootsie, regia di Massimo Romeo Piparo, con Paolo Conticini – musical (2024-)

## Programmi televisivi
- Risatissima (Canale 5, 1985) – figurante
- Sportacus (Odeon TV, 1986-1989)
- Tiramisù (Rai 2, 1988)
- Fate il vostro gioco (Rai 2, 1988-1989)
- Maurizio Costanzo Show (Canale 5, 1990-1999; Rete 4, 2015) – ospite fisso
- Il TG delle vacanze (Canale 5, 1991-1992) – inviato
- Dido... menica (Italia 1, 1992-1993)
- Banane (Telemontecarlo, 1993)
- Italia Firza (Telemontecarlo, 1994)
- Giro d'Italia (Italia 1, 1994)
- Striscia la notizia (Canale 5, dal 1994)
- La stangata - Chi la fa l'aspetti (Canale 5, 1995-1996)
- Ruvido Show (Rai 1, 1996)
- La zanzara d'oro (Rai 1, 1997)
- Titolo (Canale 5, 1997-1998)
- Doppio lustro (Canale 5, 1998)
- Quelli che il calcio (Rai 2, 1998-2001) – ospite fisso
- Velone (Canale 5, 2010)
- Russo ma non dormo (RSI LA2, 2018)
- Boomerissima (Rai 2, 2023) – concorrente

## Pubblicità
- Bio Presto (1983)
- Philips (1984)
- Manzotin (1984)
- Negozi Expert (1987)

## Discografia

### Album
- 1983 – Quando c'è la salute[12]
- 1991 – Canzoni bonsai[12]
- 1995 – Il colore del miele[13]
- 1996 – La vera storia di Babbo Natale
- 2009 – Chiedo scusa al signor Gaber
- 2011 – Acqua di Natale
- 2018 – Libera nos domine (Edizione limitata)

### Singoli
- 1971 – Mi ricordo (I Tuicc)[12]
- 1995 – Pippa di meno
- 2002 – Testa (Ezio & Enzo)
- 2009 – Il Riccardo
- 2011 – Buon Natale
- 2018 – Migranti (feat. I Musici)
- 2020 – La famiglia digitale (canzone ufficiale del Carnevale di Viareggio)
- 2022 – Il circo (di Tiziano Jannacci e Sal Di Martino)
- 2023 – Forse (di Tiziano Jannacci e Sal Di Martino)

## Opere
- Il pensiero bonsai, Segrate, Mondadori, 1992, ISBN 88-04-35749-5.
- Belador 'Il Magnifico'. La vera storia mai raccontata, Modena, Franco Cosimo Panini, 1995, ISBN 88-7686-245-5.
- L'amore è una bella sagoma, Segrate, Mondadori, 1995, ISBN 88-04-41081-7.
- Francesco Freyrie, Enzo Iacchetti e Daniele Sala, Il colore del miele e altre storie, Modena, Franco Cosimo Panini, 1996, ISBN 88-7686-658-2.
- Questo sì che è amore. Mica "bau bau micio micio", Segrate, Mondadori, 1997, ISBN 88-04-41081-7.
- Enzo Iacchetti e Lanfranco Perini, La vera storia di Babbo Natale, Mercatello sul Metauro, Progetti Sonori, 2006, ISBN 88-88003-18-5. (con audio CD)
- Flavio Oreglio, Brev art, vent'anni di momenti catartici: 1, prefazione di Enzo Iacchetti, Vimercate, Sagoma Editore, 2020, ISBN 978-88-6506-120-6.

## Riconoscimenti
- 1995 – Premio Arancia d'oro del Festival Nazionale dell'Umorismo "Cabaret Amoremio" di Grottammare (AP).
- 1995 – Telegatto Trasmissione rivelazione dell'anno con La stangata - Chi la fa l'aspetti!.
- 1996 – Premio Festival del cinema di Salerno come Miglior protagonista maschile col film Da cosa nasce cosa..
- 2001 – Testimoniale Award per lo spot della Birra Moretti.
- 2004 – Telegatto Miglior film tv con Benedetti dal Signore
- 2006 – Premio Flaiano sezione teatro Premio per il musical per The Producers[14]
- 2007 – Nickelodeon Kids' Choice Awards come Miglior Personaggio TV
- 2008 – Telegatto Trasmissione dell'anno con Striscia la notizia
- 2008 – Premio Festival del cinema di Salerno con il corto Pazza di te.
- 2010 – Premio "Clown nel cuore" al Clown&Clown Festival di Monte San Giusto (MC)
- 2010 – Riccio d'Argento della 24ª edizione di Fatti di Musica, la rassegna del Miglior Live d'Autore italiano per lo spettacolo Chiedo scusa al signor Gaber.
- 2012 – Leggio d'oro "Alberto Sordi"
- 2012 – Leggio d'oro Premio alla voce della solidarietà
- 2015 – Torrone d'Oro
- 2020 – Riceve il premio alla carriere al Magna Grecia Awards & Fest[15]